# Élections municipales de 1947 dans le Morbihan
Les élections municipales dans le Morbihan ont eu lieu les 19 et 26 octobre 1947.

## Maires sortants et maires élus
| Commune     | Population | Maire sortant                  | Parti | Parti    | Maire élu            | Parti | Parti    |
| ----------- | ---------- | ------------------------------ | ----- | -------- | -------------------- | ----- | -------- |
| Auray       | 8 642      | Yves Kerroux                   |       | Soc.ind. | François Guhur       |       | MRP-RPF  |
| Baud        | 4 837      | Joachim Dérian                 |       |          | Mathurin Martin      |       | SFIO     |
| Bubry       | 4 592      |                                |       |          | Jean Le Stunff       |       | DVD      |
| Carnac      | 3 846      | Paul Vaillant                  |       | Rép. G   | Paul Vaillant        |       | Rép. G   |
| Le Faouët   | 3 893      | François Hervé                 |       | MRP      | François Hervé       |       | MRP      |
| Gourin      | 6 391      | Joseph Le Roux                 |       | DVD      | Joseph Le Roux       |       | DVD      |
| Groix       | 4 344      | Francis Stéphan                |       | RPF-MRP  | Francis Stéphan      |       | RPF-MRP  |
| Guer        | 6 827      | René Le Toquin                 |       |          | Victor Molac         |       | DVD      |
| Guidel      | 3 536      | Louis Le Montagner             |       | CNIP     | Louis Le Montagner   |       | CNIP     |
| Guiscriff   | 5 034      | Louis Couic                    |       |          | Louis Mongin         |       | SFIO     |
| Hennebont   | 8 217      | Ferdinand Thomas               |       | SFIO     | Ferdinand Thomas     |       | SFIO     |
| Inzinzac    | 5 276      | François Giovannelli           |       | SFIO     | François Giovannelli |       | SFIO     |
| Lanester    | 5 750      | Robert Boulay                  |       | PC       | Robert Boulay        |       | PC       |
| Langonnet   | 4 407      | Charles Michel                 |       |          | Charles Michel       |       |          |
| Languidic   | 8 262      | Joseph Guillerme               |       | MRP      | Joseph Guillerme     |       | MRP      |
| Lorient     | 11 838     | Julien Le Pan                  |       | SFIO     | Julien Le Pan        |       | SFIO     |
| Mauron      | 3 527      | Maurice Duclos                 |       | SFIO     | Jean Allain          |       | MRP      |
| Ploemeur    | 7 299      | Jean Falquerho                 |       | Rép.ind. | Jean Falquerho       |       | Rép.ind. |
| Plouay      | 5 120      | Antoine Le Floch               |       | Rép.ind. | Antoine Le Floch     |       | Rép.ind. |
| Plouhinec   | 3 530      |                                |       |          |                      |       |          |
| Ploërmel    | 6 036      | Louis Guillois                 |       | Rép.ind. | Louis Guillois       |       | Rép.ind. |
| Pluméliau   | 4 654      | Jean-Marie Onno                |       |          | Jean-Marie Onno      |       |          |
| Pluvigner   | 5 256      | René Harscouët de Saint-George |       |          | Guigner Le Strat     |       | RPF      |
| Pontivy     | 10 878     | Hubert Jégourel                |       |          | Marcel Lambert       |       | MRP      |
| Questembert | 4 198      | Louis Herrou                   |       | MRP      | Louis Herrou         |       | MRP      |
| Quiberon    | 4 092      | Étienne Tor                    |       |          | Victor Golvan        |       | RPF      |
| Riantec     | 3 705      | Léon Breurec                   |       | DVD      | Léon Breurec         |       | DVD      |
| Sarzeau     | 3 995      | Guillaume Bouillard            |       | Rad.soc. | Guillaume Bouillard  |       | Rad.soc. |
| Vannes      | 28 189     | Francis Decker                 |       | MRP      | Francis Decker       |       | MRP      |